# Токелау (язык)
Токелау — один из двух (наряду с английским) официальных языков государства-атолла Токелау, относится к австронезийским языкам. На нём говорят 1700 человек на атолле Токелау и небольшое количество обитателей острова Суэйнс, относящегося к Американскому Самоа. Кроме того, на нём говорят около 2900 выходцев с Токелау, живущих в Новой Зеландии.

## Сходство с другими языками
Язык токелау пользуется взаимопониманием с языком тувалу, основным языком королевства Тувалу, а также очень близок к языку ниуафооу королевства Тонга.

## Письменность и фонетика
Для записи языка используется сокращённый латинский алфавит — всего 15 (ранее 18) букв и 1 (ранее 2) диграф: a, e, f, g, h, i, k, l, m, n, ng, o, p, (r), (s), t, u, v, (w), (wh). В скобках указаны исключённые из алфавита буквы, использовавшиеся ранее.
Звуки f-wh, h-s, l-r, v-w взаимозаменяемы, и считаются аллофонами.
Звук h сильно аспирирован, подвергается палатализации перед a, o, u вплоть до перехода в s. В самоанских диалектах k между двумя гласными может озвончаться.

## Грамматика
Существует определённый артикль te (ta).

## Лексика
Имеются слова, обозначающие предметы быта жителей Токелау, не встречающиеся нигде более. В старинных песнях встречаются слова, смысл которых утрачен.

## Примеры фраз
| Токелау                       | Русский                       |
| ----------------------------- | ----------------------------- |
| Fanatu au là?                 | Мне тоже пойти (с тобой)?     |
| Ko toku nena e i Nukunonu.    | Моя бабушка живёт в Нукунону. |
| Malo ni, ea mai koe?          | Привет, как дела?             |
| E hēai ni vakalele i Tokelau. | В Токелау нет самолетов.      |